# 박보경 (1981년)
박보경(1981년 11월 27일~)은 대한민국의 배우이자 모델이다.

## 주요 경력
- 2001년 패션 모델 첫 데뷔.
- 2002년 연극배우 데뷔.
- 2008년 영화 《순정만화》의 단역을 통하여 영화배우 데뷔.

## 출연 작품

### 드라마
- 2021년 JTBC 《괴물》 - 임선녀 역
- 2021년 SBS 《지금, 헤어지는 중입니다》 - 최지연 역
- 2022년 넷플릭스 《소년심판》 - 윤지후의 어머니 역
- 2022년 tvN 《링크 :먹고 사랑하라, 죽이게》 - 장미숙 역
- 2022년 tvN 《작은 아씨들》 - 고수임 역
- 2023년 JTBC 《나쁜 엄마》 - 이장 부인 역
- 2023년 Disney+ 《무빙》 - 신윤영 역
- 2023년 ENA 《모래에도 꽃이 핀다》 - 서숙희 역
- 2024년 TVING 《우씨왕후》 - 연비 역
- 2025년 SBS 《나의 완벽한 비서》 - 김혜진 역
- 2025년 ENA 《라이딩 인생》 - 호경 역
- 2025년 채널A 《마녀》 - 집 관리인 역

### 영화
- (2008년) 《순정만화》 ... 신혼녀 역 (단역)
- (2008년) 《이제는 말할 수 있다》 ... (주연)
- (2012년) 《아부의 왕》 ... 아줌마 3 역 (단역)
- (2016년) 《특별시민》 ... 길수의 아내 역 (단역)
- (2019년) 《로망》 ... 젊은 매자 역 (우정출연)
- (2019년) 《악인전》 ... 피해자 아내 역 (단역)
- (2019년) 《퍼펙트맨》 ... 도자기 직원 역 (우정출연)
- (2024년) 《범죄도시4》 ... 진연호 역 (특별출연)